# Sarcomelicope simplicifolia
Sarcomelicope simplicifolia är en vinruteväxtart. Sarcomelicope simplicifolia ingår i släktet Sarcomelicope och familjen vinruteväxter.

## Underarter
Arten delas in i följande underarter:
- S. s. neoscotica
- S. s. petiolaris
- S. s. simplicifolia